# 윤은보 신도비
윤은보 신도비는 대한민국 경기도 의정부시 신곡동에 있다. 1986년 3월 14일 의정부시의 향토문화재 제2호로 지정되었다.

## 개요
윤은보(尹殷輔, 1468~1544)는 조선시대 문신으로 『성종실록』, 『연산군일기』편찬에 참여하였으며, 저서로는 『대전후속록』(『경국대전』을 시대상황에 맞게 개정한 것)이 있다. 묘소 입구에 위치한 신도비는 1551년 (명종 6년)에 세워진 것으로 현재 비각 내에 위치해 있다. 귀부(龜趺, 거북모양의 비석 받침돌)의 머리가 서북향을 하고 있는 것이 특징적이다. 비문은 홍언필(洪彦弼)이 짓고, 신효중(申孝仲)이 글씨를 썼으며, 박공량(朴公亮)이 새긴 것으로 전해진다. 비의 재료는 화강암이고 높이 약 2.5m, 너비 약 91cm, 두께 약 25.5cm이다.